# Garett Maggart
 (novembre 2022).
Si vous disposez d'ouvrages ou d'articles de référence ou si vous connaissez des sites web de qualité traitant du thème abordé ici, merci de compléter l'article en donnant les références utiles à sa vérifiabilité et en les liant à la section « Notes et références ».
Garett Carter Maggart (24 mai 1969 à Darien aux États-Unis) est un acteur américain. En France, il est surtout connu pour son rôle de Blair Sandburg dans la série La Sentinelle.

## Vie privée
Il est le fils de Brandon Maggart et de LuJan Maggart. Il a pour frère et sœurs Jennifer, Spencer (Brandon Jr), Justine (décédée en 1985), Julienne et pour demi-sœurs Fiona Apple et Maude Maggart. Il est marié à Cynthia Erickson. Leur fils Hudson est né en décembre 2015.
À l'instar de ses demi-sœurs, il est musicien. En effet, il joue de la guitare et de la batterie.
Il souffre de dyslexie. Il compense ce problème avec une très bonne mémoire. Il est d'ailleurs capable de mémoriser un script entier.
Il est découvert alors qu'il travaille au Sidewalk Cafe à Venice Beach.
Il donne des cours de théâtre à des enfants.
Il est un fervent supporter du Moonridge Animal Rescue Zoo à Big Bear. Chaque année, il participe à la vente aux enchères au profit de cet organisme. Celui-ci permet de remettre des animaux sauvages dans leurs habitats naturels.

## Carrière
Depuis son plus jeune âge, il est passionné de comédie, ce grâce à son père lui-même acteur. Sa première apparition au cinéma est un petit rôle dans le film Le Monde selon Garp avec Robin Williams et son père. Il avait 9 ans. C'est en participant à un épisode de la série de Showtime Brothers où officie aussi son père qu'il décide définitivement de devenir acteur. En 1993, Garett se fait remarquer dans la série Frasier en jouant le rôle de Weird Bruce. Il est invité sur la chaîne musicale TBS dans une série musicale Live From House Of Blues (en) où il peut jouer de ses instruments de prédilection : la guitare et la batterie. En 1996, il obtient le rôle de Blair Sandburg dans la série The Sentinel. Pour anecdote, cette fois-ci, c'est son père qui le rejoint en jouant le rôle de Frère Marcus dans l'épisode final de la saison 1. Par la suite, il joue entre autres dans le film indépendant Demon under glass (en) (dont une websérie est en cours de production[Quand ?]) et dans les séries Urgences, Des jours et des vies, Les experts : Miami....
Il monte aussi les planches. En effet, depuis les années 2000, il joue dans les pièces de théâtre.

## Filmographie

### Cinéma & télévision
- 1982 : Le monde selon Garp : Enfant.
- 1983 : Brothers: Dave.
- 1993 : Frasier : Bruce.
- 1995 : Live From House Of Blues (en) : lui-même.
- 1996 - 1999 : The Sentinel (TV) : Blair Sandburg
- 2002 : Demon Under Glass (en) : Dr. Joseph McKay
- 2002 : Urgences : Lt. Ottenson.
- 2004 : Des jours et des vies : un opérateur radar.
- 2005 : Off the Hook : ?
- 2007 : À la recherche de l'homme parfait : un charpentier.
- 2008 : Les Experts : Miami : Michael Maddox
- 2009 : Doc West : Johnny "Boy" O'Leary

### Théâtre
- 2002 : No Scratch.
- 2003 : Words of Love.
- 2003 : Providential Occurrence.
- 2004 : Murder Me Once.
- 2004 : The Tangled Snarl.
- 2011 : Lights Up on the Fade Out.
- 2015 : Niagara Falls.